# Carico mentale domestico
Il carico mentale domestico è un tipo di carico di lavoro mentale che si riferisce al lavoro invisibile, cognitivo ed emotivo, necessario per la gestione della vita domestica e familiare: esempi includono la pianificazione dei pasti, la gestione degli orari e il soddisfacimento dei bisogni di ogni membro della famiglia. Il carico mentale domestico comprende anche il lavoro emotivo, ovvero la modulazione e la gestione delle emozioni altrui.
Tre caratteristiche fondamentali del carico mentale sono:
- Invisibilità: il lavoro è svolto internamente, rendendolo difficile da riconoscere, ma porta a un aumento del lavoro non retribuito;
- Assenza di confini: il carico mentale può manifestarsi in qualsiasi momento, influenzando sia il tempo lavorativo che quello libero, inclusi i periodi di riposo;
- Perpetuità: questo carico è continuo e incessante, poiché è legato alla cura costante dei propri cari.[4]

Il concetto è proveniente da quel ramo della sociologia che ha codificato la Teoria del carico cognitivo.

## Storia del concetto
Il principio del carico mentale domestico è stato introdotto nel 1984 grazie all'articolo La Gestion ordinaire de la vie en deux ("La gestione ordinaria della vita a due"), della sociologa francese Monique Haicault. In questo articolo, la sociologa descrive come una donna in coppia e lavoratrice, senta ricadere su di sé la responsabilità della gestione delle faccende domestiche. Si tratta di un carico cognitivo importante, che va a costituire il fenomeno della  "doppia giornata", che la donna è portata a condurre.
La Haicault sottolinea come questo doppio carico sulle spalle dell'elemento femminile della coppia, non si limiti al solo svolgere una maggiore quantità di faccende domestiche, ma che ciò si ripercuote nell'ambiente lavorativo, dove, oltre alle mansioni legate alla professione, essa mantiene una preoccupazione costante verso l'organizzazione e la gestione del contesto domestico.
Secondo Sandra Frey, studiosa francese esperta in psicosociologia, l'origine del termine sarebbe da attribuire alla sociologa francese Danièle Kergoat, la quale, nel 1990, si dedica al caso delle infermiere e alla loro battaglia per ottenere il riconoscimento professionale della loro attività. Nell'analisi da essa condotta, compare infatti il concetto di  carico mentale inteso come il prosegumento di una serie di mansioni dette "faccende femminili".
La sociologa americana Susan Walzer, pubblicò nel 1996 l'articolo Thinking about the Baby ("Pensare al bambino"), nel quale non solo metteva in evidenza lo scarto esistente nella ripartizione delle faccende domestiche in una coppia, ma sottolineava anche l'esistenza di tutta una parte invisibile di lavoro domestico, intendendo quel tipo di lavoro "che occupa il pensiero".
Al giorno d'oggi la questione della suddivisione equa delle faccende domestiche in una coppia tra persone di sesso differente è evoluta, tuttavia l'equilibrio non è ancora stato raggiunto, ed è tuttora un dato di fatto che la preoccupazione maggiore per quanto riguarda la gestione e lo svolgimento di queste ricada ancora sulla donna.
Il concetto del carico mentale è stato ripreso e spiegato da molti internauti ultimamente, soprattutto in Francia. La personalità che più ha saputo sollevare il dibattito su questo argomento è stata l'illustratrice Emma con la striscia Fallait demander ("Bastava chiedere") pubblicata nel suo blog eponimo.

## Gestione
Raccomandazioni volte alla riduzione dell'eccessivo carico mentale possono essere: 
- inserimento e standardizzazione della misura del carico mentale nelle indagini sanitarie e sociali, per raccogliere ulteriori dati utili alla miglior comprensione del tema;
- adozione di politiche volte a una maggiore conciliazione tra lavoro e vita privata;[9]
- priorizzazione della cura delle persone da parte delle politiche sociali pubbliche.[4]